# Beberbach-Humme-Niederung
Die Beberbach-Humme-Niederung ist ein Naturschutzgebiet im niedersächsischen Flecken Aerzen im Landkreis Hameln-Pyrmont.
Das Naturschutzgebiet mit dem Kennzeichen NSG HA 186 ist 30 Hektar groß. Es liegt zwischen Aerzen, Groß Berkel und Königsförde in der Niederung von Beberbach und Humme. Das Schutzgebiet wird überwiegend von landwirtschaftlichen Nutzflächen geprägt. Die Flächen werden zeitweise überflutet. Im Bereich der Wiesen sind Sumpfdotterblumen- und Großseggenbestände zu finden. Der Bereich einer Quelle ist von einer Schilfzone umgeben. Im Osten des Schutzgebietes befindet sich eine Obstbaumbrache. Die Flussläufe werden von Erlen und Weiden begleitet. Im Norden grenzt das Naturschutzgebiet an den Bahndamm der ehemaligen Begatalbahn.
Das Gebiet steht seit dem 18. Dezember 1997 unter Naturschutz. Zuständige untere Naturschutzbehörde ist der Landkreis Hameln-Pyrmont.